# Canal 5
«Canal 5» — мексиканский телеканал, второй канал телекомпании «Televisa». Вещание начал 10 мая 1952 года.

## Программы

### Детские
- «Гуппи и пузырики» (англ. Bubble Guppies)
- «Любопытный Джордж» (англ. Curious George)
- «Даша — путешественница» (англ. Dora the Explorer)
- «Jelly Jamm[исп.]»
- «Дружба — это чудо» (англ. My Little Pony: Friendship Is Magic)
- «Plaza Sésamo[исп.]»
- «Покойо[англ.]»
- «Смурфы» (англ. The Smurfs)
- «Томас и друзья» (англ. Thomas & Friends)
- «Время приключений» (англ. Adventure Time)
- «Bratz (мультсериал)[англ.]»
- «Одушевленный мальчик»
- «Генератор Рекс» (англ. Generator Rex)
- «Кунг-фу панда: Удивительные легенды» (англ. Kung Fu Panda: Legends of Awesomeness)
- «Макс Стил (мультсериал, 2013)»
- «Монсуно» (англ. Monsuno)
- «Губка Боб Квадратные Штаны» (англ. SpongeBob Squarepants)
- «Звёздные войны: Войны клонов» (англ. Star Wars: The Clone Wars)
- «Черепашки-ниндзя» (англ. Teenage Mutant Ninja Turtles)
- «Волшебные родители» (англ. The Fairly Oddparents)
- «Вуди Вудпеккер» (англ. The New Woody Woodpecker Show)
- «Пингвины из Мадагаскара» (англ. The Penguins of Madagascar)
- «Новые приключения Человека-паука» (англ. The Spectacular Spider-Man)

### Прайм-тайм
- «АйКарли»
- «La CQ[исп.]»
- «Родители» (англ. Parenthood)
- «Жестокие игры[англ.]»
- «Два с половиной человека» (англ. Two and a Half Men)
- «Виктория-победительница» (англ. Victorious)
- «¡Me Caigo de Risa!»
- «¿Puedes con 100?»
- «Karaoke: Canta y no te rajes»
- «Революция» (англ. Revolution)
- «Turnocturno»
- «Zona Ruda/Vas con Todo»